# Kevin Jarre
Kevin Jarre (Detroit, 6 agosto 1954 – Santa Monica, 3 aprile 2011) è stato uno sceneggiatore statunitense.

## Biografia
È figlio del compositore francese Maurice Jarre e dell'attrice Laura Devon, e fratellastro di Jean-Michel Jarre.
Alcune delle sue sceneggiature più famose sono Rambo 2 - La vendetta, Glory - Uomini di gloria e Tombstone.
È scomparso nel 2011 all'età di 56 anni a seguito di un attacco cardiaco.

## Premi e nomination
- Razzie Award (1985) - Peggior sceneggiatura per Rambo 2 - La vendetta
- Writers Guild of America (1990) - Nomination per Migliore sceneggiatura per Glory - Uomini di gloria
- Golden Globe 1990 - Nomination per Migliore sceneggiatura per Glory - Uomini di gloria